# Écozone néotropique

Carte de l'écozone néotropique
(Cette projection cartographique surestime les surfaces septentrionales de l'hémisphère nord.)

 (novembre 2024).
L'écozone néotropique, ou l'écozone néotropicale, est l'une des huit écozones ou régions biogéographiques terrestres. Dans la nomenclature d'Alfred Russel Wallace, il définit le territoire biogéographique correspondant au Néotropis, qui est le nom donné en chorologie à la partie du globe réunissant l'Amérique centrale, les Antilles, l'Amérique du Sud et les îles Galápagos.
L'écozone néotropicale comprend la totalité de l'Amérique du Sud et l'Amérique centrale jusqu'au sud du Mexique. Elle présente une faune et une flore différente de l'écozone néarctique, en raison de la séparation entre les deux continents.

## Écorégions terrestres de l'écozone néotropique

### Écorégions de type forêts tropicales et subtropicales humides à feuilles caduques
- Campinarana du Rio Negro (Brésil, Colombie)
- Forêts à babaçu du Maranhão (Brésil)
- Forêts côtières de Bahia (Brésil)
- Forêts côtières de la Serra do Mar (Brésil)
- Forêts côtières du Pernambuco (Brésil)
- Forêts d'altitude d'Amérique centrale (Salvador, Guatemala, Honduras, Mexique, Nicaragua)
- Forêts d'altitude de l'Est du Panama (Colombie, Panama)
- Forêts d'altitude de l'Oaxaca (Mexique)
- Forêts d'altitude de la cordillère de la Costa (Venezuela)
- Forêts d'altitude de la cordillère Orientale (Colombie, Venezuela)
- Forêts d'altitude de la cordillère Real (Colombie, Équateur, Pérou)
- Forêts d'altitude de la vallée du Cauca (Colombie)
- Forêts d'altitude de la vallée du Magdalena (Colombie)
- Forêts d'altitude de Santa Marta (Colombie)
- Forêts d'altitude de Talamancan (Costa Rica, Panama)
- Forêts d'altitude de Veracruz (Mexique)
- Forêts d'altitude des Andes vénézuéliennes (Colombie, Venezuela)
- Forêts d'altitude des Chiapas (Mexique)
- Forêts d'altitude des Chimalapas (Mexique)
- Forêts d'altitude du Nord-Ouest des Andes (Colombie, Équateur)
- Forêts de l'intérieur de Bahia (Brésil)
- Forêts de l'intérieur du Parañá et du Paraíba (Argentine, Brésil, Paraguay)
- Forêts de l'intérieur du Pernambuco (Brésil)
- Forêts des hautes terres guyanaises (Brésil, Colombie, Guyana, Suriname, Venezuela)
- Forêts humides à araucaria (Argentine, Brésil)
- Forêts humides cubaines (Cuba)
- Forêts humides d'Hispaniola (République dominicaine, Haïti)
- Forêts humides de Cayos Miskitos, San Andrés et Providencia (Colombie, Nicaragua)
- Forêts humides de Fernando de Noronha et de l'atoll das Rocas (Brésil)
- Forêts humides de l'Amérique centrale atlantique (Costa Rica, Nicaragua, Panama)
- Forêts humides de l'ile Cocos (Costa Rica)
- Forêts humides de l'isthme atlantique (Costa Rica, Nicaragua, Panama)
- Forêts humides de l'isthme pacifique (Costa Rica, Panama)
- Forêts humides de l'Uatuma et du Trombetas (Brésil, Guyana, Suriname)
- Forêts humides de l'Ucayali (Pérou)
- Forêts humides de l'Ouest de l'Équateur (Colombie, Équateur)
- Forêts humides de la Sierra Madre de Chiapas (Salvador, Guatemala, Mexique)
- Forêts humides de Trinité et Tobago (Trinité-et-Tobago)
- Forêts humides de Veracruz (Mexique)
- Forêts humides des enclaves de la caatinga (Brésil)
- Forêts humides des iles du Vent (Dominique, Grenade, Martinique, Sainte-Lucie, Saint-Vincent-et-les-Grenadines)
- Forêts humides des iles sous le Vent (Antigua-et-Barbuda, îles Vierges britanniques, Guadeloupe, Montserrat, Saint-Christophe-et-Niévès)
- Forêts humides du Caqueta (Brésil, Colombie)
- Forêts humides du Catatumbo (Venezuela)
- Forêts humides du Chocó et du Darién (Colombie, Équateur, Panama)
- Forêts humides du Japurá, du Solimoes et du Negro (Brésil, Colombie, Venezuela)
- Forêts humides du Juruá et du Purus (Brésil)
- Forêts humides du Madeira et du Tapajós (Bolivie, Brésil)
- Forêts humides du Magdalena et de l'Urabá (Colombie)
- Forêts humides du Napo (Colombie, Équateur, Pérou)
- Forêts humides du Negro et du Branco (Brésil, Colombie, Venezuela)
- Forêts humides du Petén et de Veracruz (Mexique)
- Forêts humides du Purus et du Madeira (Brésil)
- Forêts humides du Solimões et du Japurá (Brésil, Colombie, Pérou)
- Forêts humides du Sud-Ouest de l'Amazonie (Bolivie, Brésil, Pérou)
- Forêts humides du Tapajós et du Xingu (Brésil)
- Forêts humides du Tocantins, de l'Araguaia et de Maranhão (Brésil)
- Forêts humides du Xingu, du Tocantins et de l'Araguaia (Brésil)
- Forêts humides du Yucatán (Belize, Guatemala, Mexique)
- Forêts humides guyanaises  (Brésil, Guyane française, Guyana, Suriname, Venezuela)
- Forêts humides jamaïcaines (Jamaïque)
- Forêts humides portoricaines (Porto Rico)
- Forêts humides saisonnières costaricaines (Costa Rica, Nicaragua)
- Forêts marécageuses du delta de l'Orénoque (Guyana, Venezuela)
- Forêts marécageuses du Paramaribo (Guyana, Suriname)
- Forêts sèches tropicales du Mato Grosso (Brésil)
- Forêts tropicales des iles Trindade et Martim Vaz (Brésil)
- Pantanos de Centla (Mexique)
- Restingas de la côte atlantique (Brésil)
- Restingas du Nord-Est du Brésil (Brésil)
- Sierra de los Tuxtlas (Mexique)
- Tepuis (Brésil, Guyana, Suriname, Venezuela)
- Terrains rocheux du Sud de la Floride (États-Unis)
- Varzea de Gurupa (Brésil)
- Varzea d'Iquitos (Bolivie, Brésil, Pérou)
- Varzea de Marajó (Brésil)
- Varzea de Monte Alegre (Brésil)
- Varzea du Purus (Brésil)
- Yungas boliviens (Bolivie, Pérou)
- Yungas du Sud des Andes (Argentine, Brésil)
- Yungas péruviens (Pérou)

### Écorégions de type forêts tropicales et subtropicales sèches à feuilles caduques
- Chaco (Argentine, Bolivie, Paraguay)
- Forêts sèches atlantiques (Brésil)
- Forêts sèches chiquitano (Bolivie, Brésil)
- Forêts sèches cubaines (Cuba)
- Forêts sèches d'altitude de Bolivie (Bolivie)
- Forêts sèches d'Amérique centrale (Costa Rica, Salvador, Guatemala, Honduras, Mexique, Nicaragua)
- Forêts sèches d'Apure et de Villavicencio (Venezuela)
- Forêts sèches d'Hispaniola (République dominicaine, Haïti)
- Forêts sèches de la dépression des Chiapas (Guatemala, Mexique)
- Forêts sèches de la Sierra de la Laguna (Mexique)
- Forêts sèches de la vallée du Cauca (Colombie)
- Forêts sèches de la vallée du Magdalena (Colombie)
- Forêts sèches de la vallée du Patía (Colombie)
- Forêts sèches de la vallée du Sinu (Colombie)
- Forêts sèches de Maracaibo (Venezuela)
- Forêts sèches de Trinité et Tobago (Trinité-et-Tobago)
- Forêts sèches de Veracruz (Mexique)
- Forêts sèches des Bahamas (Bahamas)
- Forêts sèches des iles Caïmans (Îles Caïmans)
- Forêts sèches des iles du Vent (Grenadines, Martinique, Sainte-Lucie, Saint-Vincent-et-les-Grenadines)
- Forêts sèches des iles Revillagigedo (Mexique)
- Forêts sèches des iles sous le Vent (Anguilla, Antigua-et-Barbuda, Montserrat, Antilles néerlandaises)
- Forêts sèches du Bajío (Mexique)
- Forêts sèches du Balsas (Mexique)
- Forêts sèches du Jalisco (Mexique)
- Forêts sèches du Lara et du Falcón (Venezuela)
- Forêts sèches du Marañón (Pérou)
- Forêts sèches du Sinaloa (Mexique)
- Forêts sèches du Sud du Pacifique (Mexique)
- Forêts sèches du Tumbes et du Piura (Colombie, Équateur, Pérou)
- Forêts sèches du Yucatán (Mexique)
- Forêts sèches équatoriennes (Équateur)
- Forêts sèches jamaïcaines (Jamaïque)
- Forêts sèches panaméennes (Panama)
- Forêts sèches portoricaines (Porto Rico)

### Écorégions de type forêts tropicales et subtropicales à conifères
- Forêts de pins cubaines (Cuba)
- Forêts de pins de Belize (Belize)
- Forêts de pins des Bahamas (Bahamas)
- Forêts de pins d'Hispaniola (République dominicaine, Haïti)
- Forêts de pins miskito (Honduras, Nicaragua)
- Forêts de pins et de chênes d'Amérique centrale (Salvador, Guatemala, Honduras, Mexique, Nicaragua)
- Forêts de pins et de chênes de la ceinture volcanique transmexicaine (Mexique)
- Forêts de pins et de chênes de la Sierra de la Laguna (Mexique)
- Forêts de pins et de chênes de la Sierra Madre de Oaxaca (Mexique)
- Forêts de pins et de chênes de la Sierra Madre del Sur (Mexique)

### Écorégion du type forêts tempérées mixtes et à feuilles caduques
- Forêts magellaniques subpolaires (Argentine, Chili)
- Forêts tempérées des îles Juan Fernandez (Chili)
- Forêts tempérées des îles San Felix et San Ambrosio (Îles Desventuradas) (Chili)
- Forêts tempérées pluviales valdiviennes (Argentine, Chili)

### Écorégions de type  prairies, savanes et brousses tropicales et subtropicales
- Broussailles et prairies de l'ile de Clipperton (France)
- Chaco humide (Argentine, Brésil, Paraguay)
- Chaco sec (Argentine)
- Llanos (Colombie, Venezuela)
- Savane d'altitude de Campos Rupestres (Brésil)
- Savane d'altitude de Córdoba (Argentine)
- Savane d'altitude et forêts claires du Cerrado (Bolivie, Brésil, Paraguay)
- Savane du Beni (Bolivie)
- Savane guyanaise (Brésil, Guyana, Venezuela)
- Savane uruguayenne (Argentine, Brésil, Uruguay)

### Écorégions de type steppes herbacées, savanes et brousses tempérées
- Espinal argentin (Argentine)
- Monte argentin (Argentine)
- Pampa humide (Argentine)
- Pampa semi-aride (Argentine)
- Prairies patagoniennes (Argentine, Chili)
- Steppe patagonienne (Argentine, Chili)

### Écorégions de type prairies et savanes inondées
- Everglades (États-Unis)
- Pantanal (Bolivie, Brésil, Paraguay)
- Prairies inondables du Guayaquil (Équateur)
- Savane inondable du Paraná (Argentine)
- Savane mésopotamienne du cône sud (Argentine)
- Zones humides cubaines (Cuba)
- Zones humides de l'Enriquillo (République dominicaine, Haïti)
- Zones humides de l'Orénoque (Venezuela)
- Zones humides du Mexique central (Mexique)

### Écorégions de type  prairies et brousses de montagnes et de hauts plateaux
- Paramo de la cordillère Centrale (Équateur, Pérou)
- Paramo de la cordillère de Merida (Venezuela)
- Paramo de Santa Marta (Colombie)
- Paramo des Andes septentrionales (Colombie, Équateur)
- Puna des Andes centrales (Argentine, Bolivie, Pérou)
- Puna humide des Andes centrales (Bolivie, Pérou)
- Puna sèche des Andes centrales (Argentine, Bolivie, Chili)
- Steppe des Andes du Sud (Argentine, Chili)
- Zacatonal (Mexique)

### Écorégions de type forêts, bois et broussailles méditerranéens
- Matorral chilien (Chili)

### Écorégions de type déserts et broussailles xérophytes
- Broussailles à cactus cubaines (Cuba)
- Broussailles à cactus d'Aruba, de Curaçao et de Bonaire (Aruba, Bonaire, Curaçao)
- Broussailles épineuses de la vallée du Motagua (Guatemala)
- Broussailles xériques d'Araya et de Paria (Venezuela)
- Broussailles xériques de Guajira et de Barranquilla (Colombie, Venezuela)
- Broussailles xériques de l'ile de Malpelo (Colombie)
- Broussailles xériques de Paraguana (Venezuela)
- Broussailles xériques de San Lucas (Mexique)
- Broussailles xériques des iles Caïmans (Îles Caïmans)
- Broussailles xériques des iles du Vent (Barbade, Dominique, Grenade, Martinique, Sainte-Lucie, Saint-Vincent-et-les-Grenadines)
- Broussailles xériques des iles Galápagos (Équateur)
- Broussailles xériques des iles sous le Vent (Anguilla, Antigua-et-Barbuda, îles Vierges britanniques, Guadeloupe, Saint-Martin, Saint-Barthélemy, Saba, îles Vierges américaines)
- Brousses xériques de la Costa (Venezuela)
- Caatinga (Brésil)
- Désert d'Atacama (Chili, Pérou)
- Désert de Sechura (Pérou)
- Matorral de la vallée de Tehuacán (Mexique)
- Rochers de Saint-Pierre et Saint-Paul (Brésil)

### Écorégions de type mangrove
- Mangroves d'Alvarado (Mexique)
- Mangroves d'Amapa (Brésil)
- Mangroves de Bahia (Brésil)
- Mangroves de Bocas del Toro, de San Bastimentos et de San Blas (Costa Rica, Panama)
- Mangroves de la côte caribéenne du Nicaragua et de la Mosquitia (Costa Rica, Honduras, Nicaragua)
- Mangroves de la côte de Belize (Belize)
- Mangroves de la côte humide du Pacifique (Costa Rica, Panama)
- Mangroves de la côte Pacifique du Sud du Mexique (Mexique)
- Mangroves de la côte du Venezuela (Venezuela)
- Mangroves de la Guyane (Guyane française, Guyana, Suriname, Venezuela)
- Mangroves de Marismas Nacionales et de San Blas (Mexique)
- Mangroves de Tehuantepec et d'El Manchon (Mexique)
- Mangroves de Trinité (Trinité-et-Tobago)
- Mangroves des Bahamas (Bahamas, Îles Turks-et-Caïcos)
- Mangroves des grandes Antilles (Cuba, République dominicaine, Haïti, Jamaïque, Porto Rico)
- Mangroves des petites Antilles (Petites Antilles)
- Mangroves des récifs de Belize (Belize)
- Mangroves d'Esmeraldas et de la côte pacifique colombienne (Colombie, Équateur)
- Mangroves d'Ilha Grande (Brésil)
- Mangroves du corridor maya (Mexique)
- Mangroves du golfe de Fonseca (Salvador, Honduras, Nicaragua)
- Mangroves du golfe de Guayaquil et de Tumbes (Équateur, Pérou)
- Mangroves du golfe de Panama (Panama)
- Mangroves du Magdalena et de Santa Marta (Colombie)
- Mangroves du Manabí (Équateur)
- Mangroves du Maranhao (Brésil)
- Mangroves du Nord de la côte sèche du Pacifique (Salvador, Guatemala)
- Mangroves du Nord du Honduras (Guatemala, Honduras)
- Mangroves du Pará (Brésil)
- Mangroves du Petenes (Mexique)
- Mangroves du Piura (Pérou)
- Mangroves du Ría Lagartos (Mexique)
- Mangroves du Rio Negro et du Rio San Sun (Costa Rica, Nicaragua)
- Mangroves du Rio Piranhas (Brésil)
- Mangroves du Rio São Francisco (Brésil)
- Mangroves du Sud de la côte sèche du Pacifique (Costa Rica, Nicaragua)
- Mangroves d'Usumacinta (Mexique)

## Source
- Dictionnaire de biogéographie végétale par Antoine Da Lage et Georges Métaillé, chez CNRS Éditions,  (ISBN 2-271-05816-3).
- (en) Eric Dinerstein et David Olson, A Conservation Assessment of the Terrestrial Ecoregions of Latin America and the Caribbean, Washington DC, 1995, 174 p. (lire en ligne)